# Cecidomyia potentillaecaulis
Cecidomyia potentillaecaulis är en tvåvingeart som först beskrevs av George Ledyard Stebbins 1910.  Cecidomyia potentillaecaulis ingår i släktet Cecidomyia och familjen gallmyggor. Inga underarter finns listade i Catalogue of Life.